# Worcester (hrabstwo Washington)
Worcester – jednostka osadnicza w Stanach Zjednoczonych, w stanie Vermont, w hrabstwie Washington.